# كفر قاسم (الجيزة)
قرية كفر قاسم هي إحدى القرى التابعة لمركز العياط في محافظة الجيزة في جمهورية مصر العربية. حسب إحصاءات سنة 2006، بلغ إجمالي السكان في كفر قاسم 1430 نسمة، منهم 709 رجل و721 امرأة.